# دافيد ليتو
دافيد ليتو (بالإيطالية: Davide Leto)‏ (4 نوفمبر 1994 بكروتوني في إيطاليا - ) هو لاعب كرة قدم إيطالي في مركز الوسط. لعب مع نادي كروتوني وASD Martina Calcio 1947 ‏.

## روابط خارجية
- دافيد ليتو على موقع قاعدة بيانات كرة القدم.إي يو (الإنجليزية)
- دافيد ليتو على موقع Soccerway.com (الإنجليزية)
- دافيد ليتو على موقع AS.com (الإسبانية)